# Santalum acuminatum
Santalum acuminatum, en anglès: desert quandong, és una planta hemiparàsita del gènere del sàndal. La seva distribució és al desert central i el sud d'Austràlia. Aquesta espècie, i especialment el seu fruit, també s'anomena quandong o native peach (préssec natiu). Es fa servir el fruit com a saboritzant exòtic.

## Descripció
Santalum acuminatum és un arbust o un arbret que fa de 4 a 6 metres d'alt. Les seves branques són ascendents o desmaiades. Les fulles són primes i ovades de color pàl·lid o verd groguenques i coriàcies.
Les flors poden ser verdes o blanques exteriorment i vermelles o marrons a l'interior i són fragants. El fruit és una drupa, és vermell o de vegades groc i fa de 20 a 25 mm de diàmetre. Madura a finals de primavera o l'estiu.
Les arrels estan adaptades a un mecanisme semiparàsit i utilitzen un haustori, capaç d'arribar a 10 metres d'altres arrels.
Aquesta espècie va ser descrita per Robert Brown, dins Prodromus Florae Novae Hollandiae (1810) com Fusanus acuminatus. El botànic Alphonse Pyrame de Candolle li va donar el nom actual el 1857, posant-lo dins el gènere Santalum

## Cultiu

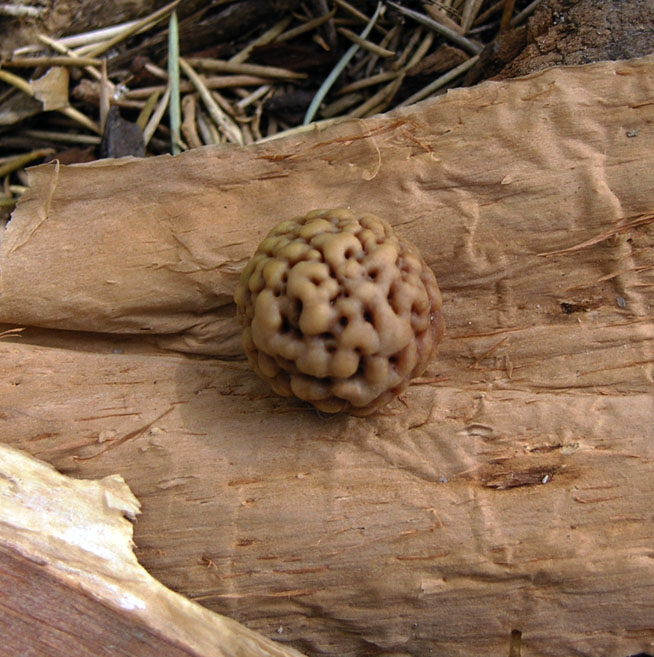
Una nou de Desert Quandong.

El seu fruit i ou és una important font d'aliment pels aborígens de l'Austràlia àrida central i meridional, especialment per la seva gran quantitat de vitamina C. A Austràlia es cultiva comercialment i es considera un bush food (aliment del matoll). S'obté més germinació de la llavor (més del 35%) quan s'estratifica durant de 12 a 18 mesos.
L'ataquen especialment els fongs del sòl dels gèneres Phytophthora i Pythium. Les fulles poden ser atacades per la taca negra del roser en condicions càlides i humides.
En condicions silvestres les nous es podien recollir tradicionalment dels excrements de l'emú